# 柱狀扁弓蚌
柱狀扁弓蚌（Toxolasma cylindrellus），又名侏儒真珠蚌，是一種淡水蚌。

## 分佈
柱狀扁弓蚌是美國的特有種。牠們在境內大幅減少，現只分佈在阿拉巴馬州北部及田納西州東南部的佩恩特羅克河。大部份近期的勘查都未能在田納西州發現牠們。